# Europarlamentari 2004-2009
Aceasta este o listă formată din listele europarlamentarilor din sesiunea 2004-2009, aranjată după țări.
Listă alfabetică: Lista europarlamentarilor 2004-2009
- Europarlamentari pentru Austria 2004-2009
- Europarlamentari pentru Belgia 2004-2009
- Europarlamentari pentru Bulgaria 2007
- Europarlamentari pentru Bulgaria 2007-2009
- Europarlamentari pentru Cipru 2004-2009
- Europarlamentari pentru Cehia 2004-2009
- Europarlamentari pentru Danemarca 2004-2009
- Europarlamentari pentru Estonia 2004-2009
- Europarlamentari pentru Finlanda 2004-2009
- Europarlamentari pentru Franța 2004-2009
- Europarlamentari pentru Germania 2004-2009
- Europarlamentari pentru Grecia 2004-2009
- Europarlamentari pentru Ungaria 2004-2009
- Europarlamentari pentru Irlanda 2004-2009
- Europarlamentari pentru Italia 2004-2009
- Europarlamentari pentru Letonia 2004-2009
- Europarlamentari pentru Lituania 2004-2009
- Europarlamentari pentru Luxemburg 2004-2009
- Europarlamentari pentru Malta 2004-2009
- Europarlamentari pentru Olanda 2004-2009
- Europarlamentari pentru Polonia 2004-2009
- Europarlamentari pentru Portugalia 2004-2009
- Europarlamentari pentru România 2007
- Europarlamentari pentru România 2007-2009
- Europarlamentari pentru Slovacia 2004-2009
- Europarlamentari pentru Slovenia 2004-2009
- Europarlamentari pentru Spania 2004-2009
- Europarlamentari pentru Suedia 2004-2009
- Europarlamentari pentru Regatul Unit 2004-2009